# Die Niklashauser Fart
Die Niklashauser Fart is een West-Duitse dramafilm uit 1970 onder regie van Rainer Werner Fassbinder.

## Verhaal
Hans Böhm is een herder die beweert dat hij door de maagd Maria is opgeroepen om een boerenopstand te beginnen tegen de Kerk en de grootgrondbezitters. De boeren verwachten echter alleen wonderen van hun nieuwe Heiland.

## Rolverdeling
| Acteur                   | Personage                 |
| ------------------------ | ------------------------- |
| Michael König            | Hans Böhm                 |
| Hanna Schygulla          | Johanna                   |
| Michael Gordon           | Antonio                   |
| Rainer Werner Fassbinder | Zwarte monnik             |
| Margit Carstensen        | Margarete                 |
| Günther Kaufmann         | Boerenleider              |
| Kurt Raab                | Bisschop                  |
| Franz Maron              | Man van Margarete         |
| Walter Sedlmayr          | Pastoor                   |
| Karl Scheydt             | Burger van Niklashausen   |
| Günther Rupp             | Raadgever van de bisschop |
| Ingrid Caven             | Schreeuwend meisje        |
| Elga Sorbas              | Hulpeloos meisje          |
| Carla Egerer             | Epileptisch meisje        |
| Magdalena Montezuma      | Penthesilea               |
| Sigi Graue               | Boer                      |